# Peugeot 406
El Peugeot 406 es un automóvil del segmento D producido por el fabricante francés Peugeot entre los años 1995 y 2004. Sustituyó al Peugeot 405, y fue a su vez reemplazado en 2004 por el Peugeot 407. Tiene motor delantero transversal y tracción delantera; se comercializó inicialmente en carrocerías sedán de cuatro puertas y familiar de cinco puertas («406 Break»).
Una variante diseñada por Pininfarina fue lanzada en 1995, el Peugeot 406 Coupé, fabricado en Italia cerca de Turín, en la planta de Pininfarina en San Giorgio Canavese.
El 406 contó como rivales entre otros modelos al Ford Mondeo, Opel Vectra, Renault Laguna y Volkswagen Passat.
En octubre de 2004, pocos días antes de finalizar la producción, PSA anunció haber fabricado 1.667.364 unidades del 406. Fue el vehículo que protagonizó la trilogía cinematográfica Taxi de Luc Besson.

## Diseño y mecánica
El estilo del 406 está fuertemente influenciado por su predecesor, el 405, que comenzó a descontinuarse desde su lanzamiento en septiembre de 1995 y finalmente finalizó su producción en Europa en 1997, cuando se descontinuaron los últimos modelos familiares. Las ventas del 406 en el Reino Unido comenzaron en febrero de 1996.
El diseño inicial del Coupé fue ofrecido originalmente a Fiat por Pininfarina alrededor de 1990, pero Fiat lo rechazó y diseñó su propio coupé.
El 406 tuvo un éxito notable en el Reino Unido, tras haber irrumpido en el mercado clave de ventas de flotas del país, con un alto porcentaje de unidades destinadas a vehículos de empresa y taxis.
En agosto de 2002, un Peugeot 406 HDi estableció el récord mundial de la mayor distancia recorrida con un solo tanque de combustible. El automóvil viajó a través de Australia entre Melbourne y Rockhampton, con una distancia total de 2348 km. También se construyeron versiones desmontables del automóvil en la fábrica industrial Yontrakit en Lad Krabang, Bangkok, Tailandia.
El 406 de primera fase se lanzó al mercado en octubre de 1995. Para reactivar las ventas de este vehículo, el 406 de segunda fase se presentó en febrero de 1999. Este rediseño afectó principalmente a la cara anterior y los pilotos traseros, así como el portaequipajes, motorización y, más ligeramente, el tablero de a bordo. El multiplexado del sistema eléctrico se introdujo en 2002, como por ejemplo el encendido automático de los faros.
Este modelo inauguró para algunas motorizaciones (2 litros) el nuevo transeje automático AL4 de cuatro marchas, con gestión electrónica. Esta caja de velocidades automática fue la primera creada conjuntamente por Renault y PSA. Aunque continuo equipando para la versión 3.0 v6 el transeje automático ZF 4hp20 utilizado también por  Mercedes-Benz, Fiat, Lancia, Alfa Romeo, Citroën y Renault. Que también cuenta con 4 marchas. Los transejes AL4 y ZF-4HP20 son autoadaptativos (reaccionan y se adaptan al comportamiento del conductor y al desgaste de los componentes de los mismos).
El 406 incorporó su nuevo motor V6 de 60 grados que sustituía en el grupo PSA al antiguo PRV de 90 grados.

### Primera fase
El Peugeot 406 de primera fase estuvo en el mercado entre los años 1995 y 1999. Para España, inicialmente salió al mercado con dos motores de gasolina: un 1,8 litros de 110 CV de potencia y un 2 litros de 132 CV, así como dos motores turbodiésel: un 1,9 litros que entregaba 90 CV de potencia y un 2,1 litros con 110 CV, siendo estos dos motores de inyección indirecta. 
Posteriormente, se incorporaron a los motores de gasolina una versión del 2 litros dotada de turbocompresor, que entregaba 150 CV, así como una versión de seis cilindros en V, de 3 litros y 190 CV.
En los motores diésel, salió al mercado en 1997 una versión del motor 1,9 litros turbo, pero sin intercooler, con 75 CV de potencia. También durante esta primera fase (verano 1998) se produjo la sustitución del motor 2,1 litros de 110 CV e inyección indirecta, por un motor totalmente nuevo de inyección directa (versiones HDI), con la misma potencia, pero con un mejor cubicaje: 2 litros.
Durante esta primera fase existieron (por orden de equipamiento) las versiones SL, SR, ST, SV y V6.

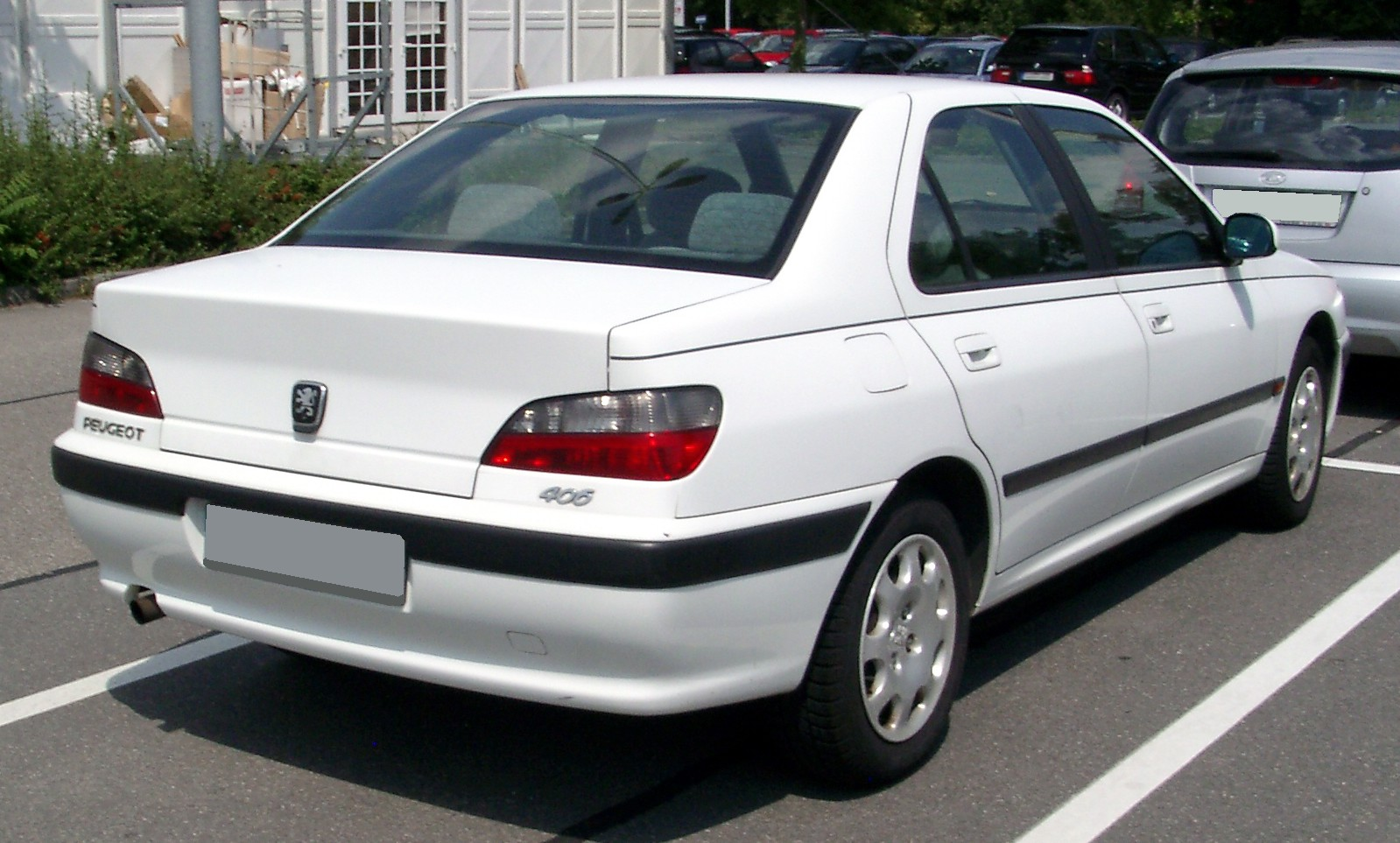
Peugeot 406 Sedán fase I
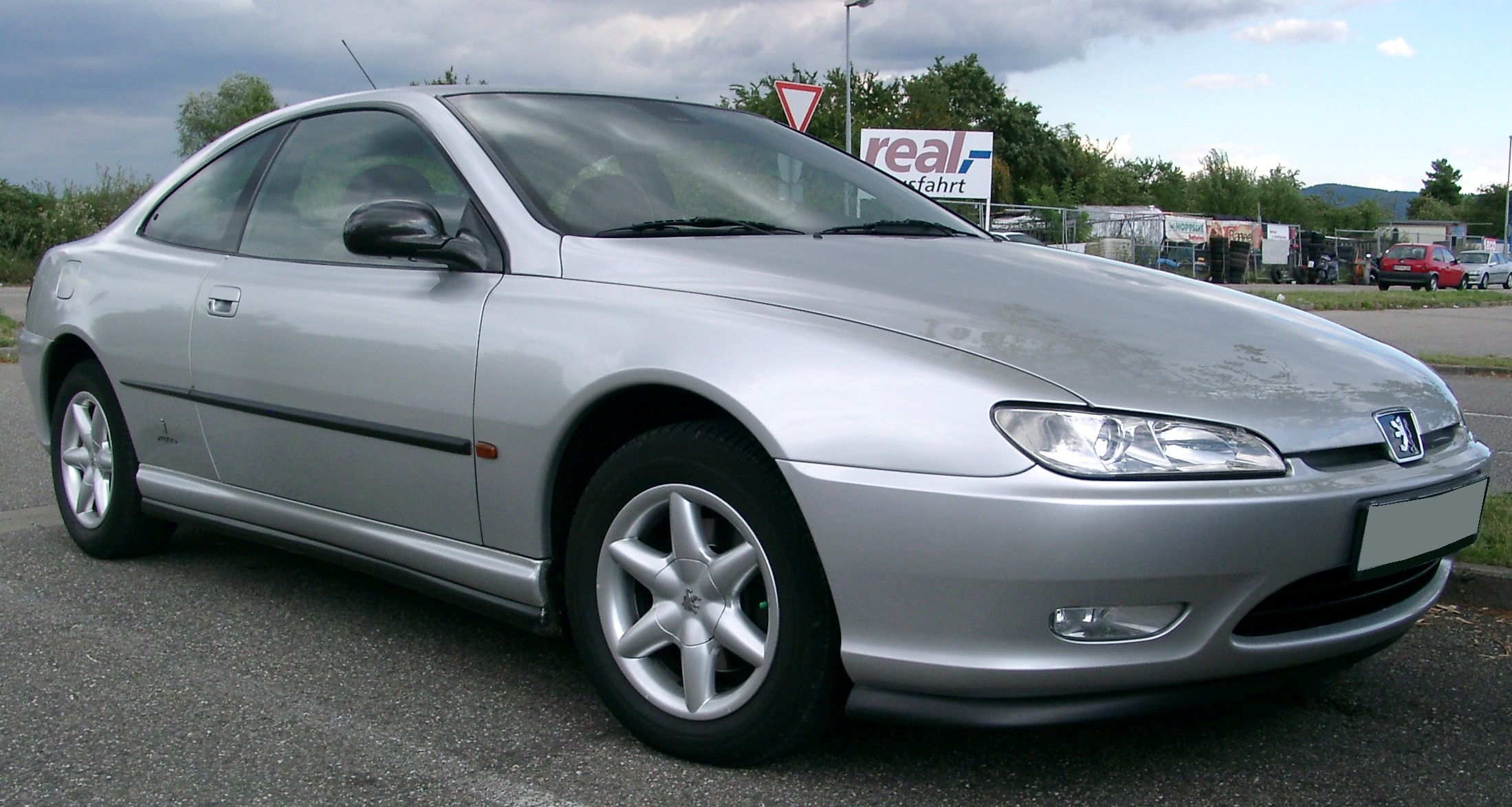
Peugeot 406 Coupé fase I
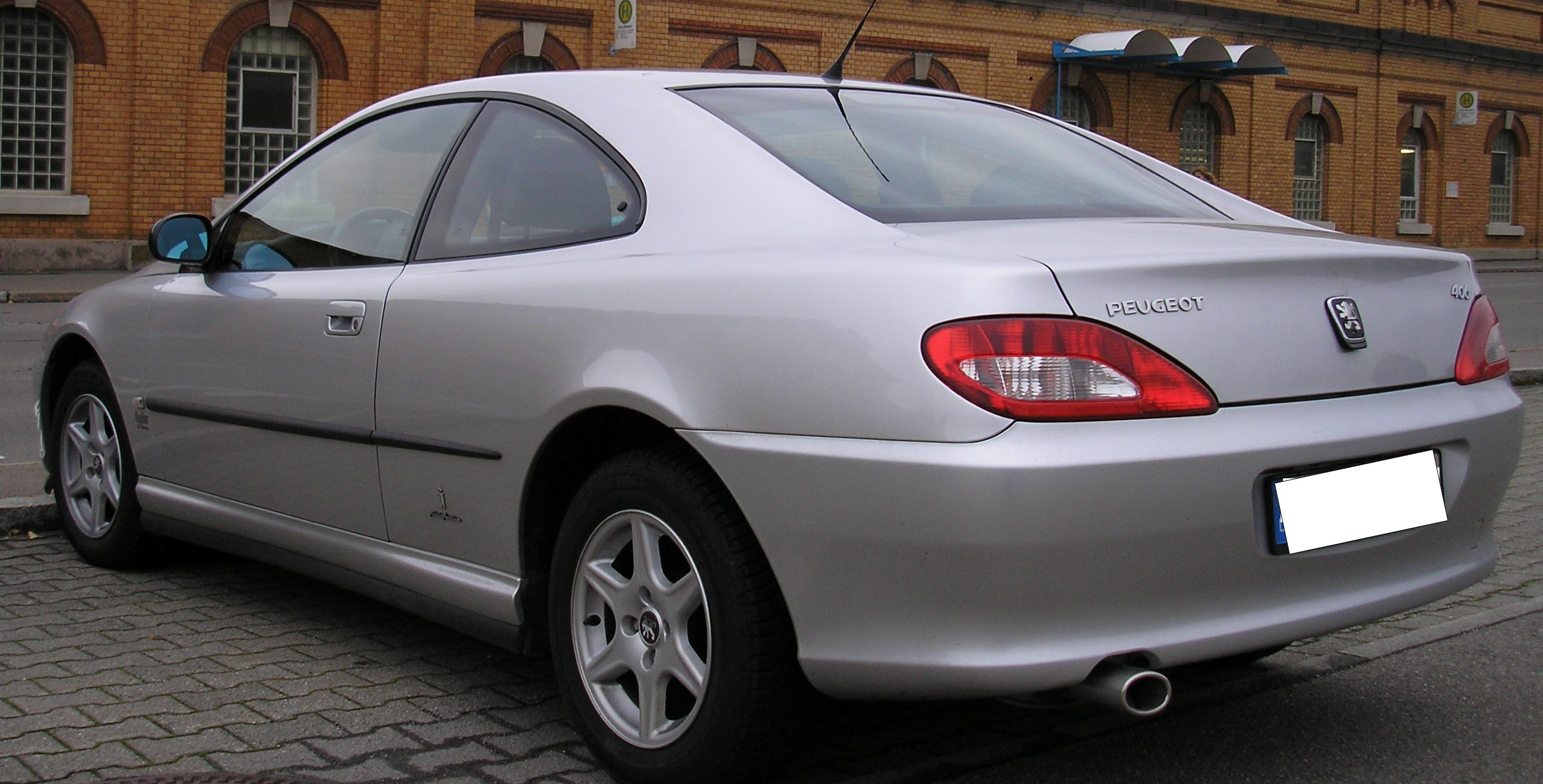
Peugeot 406 Coupé fase I vista posterior
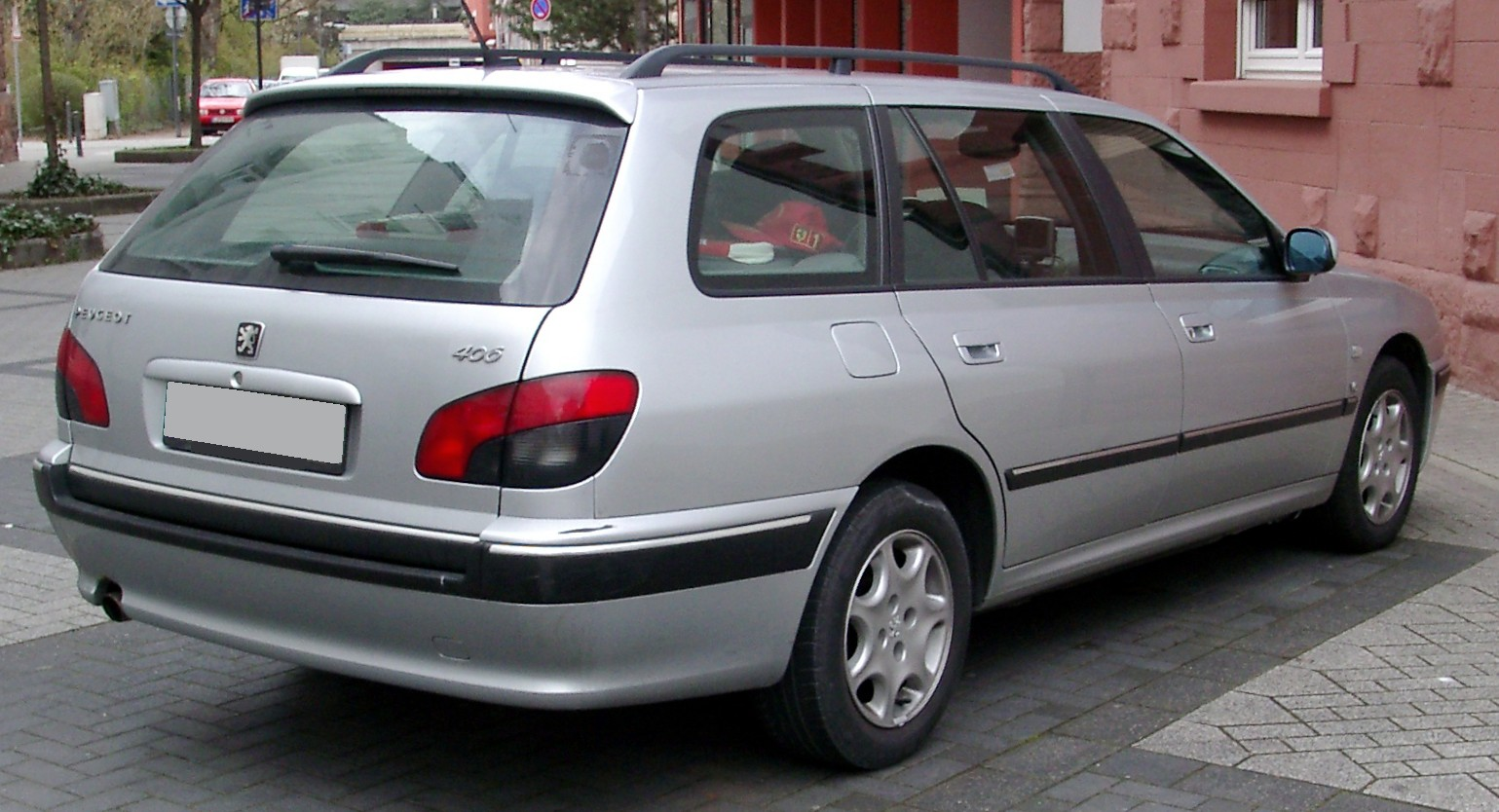
Peugeot 406 Familiar

### Segunda fase

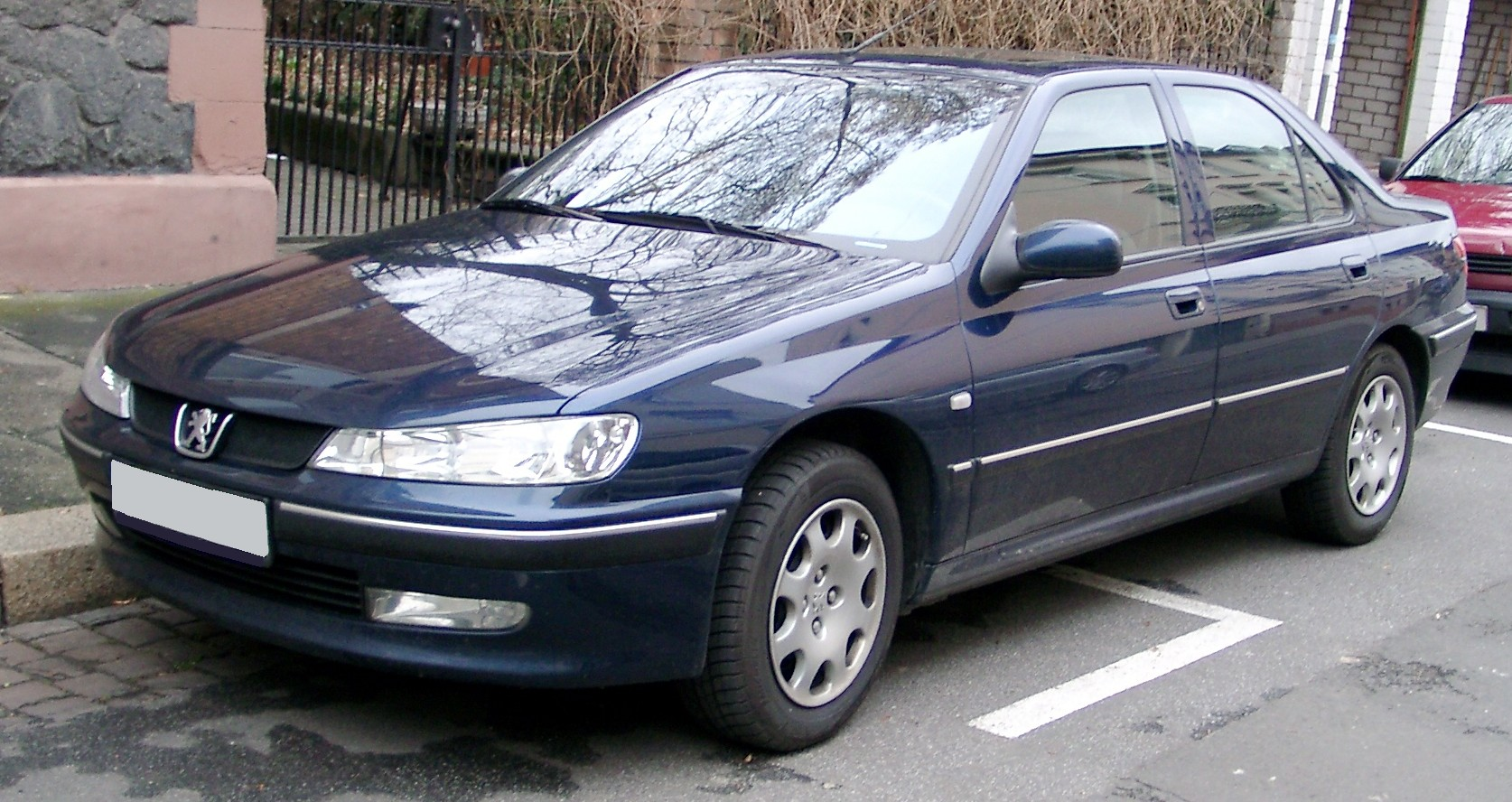
Frente de la segunda fase del modelo

Sale al mercado en el año 1999, con cambios estéticos en las partes delantera y trasera de la carrocería (grupos ópticos, así como parachoques y capó delantero y maletero), así como la renovación interior de salpicadero, asientos y guarnecidos de las puertas.
En el apartado mecánico, en las versiones de gasolina, se realizan mejoras en la versión de 1,8 litros, elevando su potencia a 115 CV y mejor eficiencia en sus consumos, lo mismo que en la versión de 2,0 litros, que aumenta su potencia a 136 CV. Desaparece la versión 2,0 litros turbo, siendo sustituida por una nueva mecánica de 2,2 litros de 158 CV, aunque mantiene una versión v6 de 207 cv. 
Las versiones diésel ven desaparecer definitivamente los motores de inyección indirecta, sustituyendo las motorizaciones de 1,9 litros por una versión de 90 CV del nuevo motor 2,0 litros de inyección directa HDI. En versiones diésel, durante el año 1999 sale al mercado una nueva versión tope de gama del motor HDI, con 133 CV y 2,2 litros de cilindrada.
Finaliza su comercialización en España en el año 2005, habiendo coexistido su comercialización durante un año con su sustituto el Peugeot 407.
Durante esta segunda fase existieron las versiones SR, SR Van Veelde, SR  Sport Pack, ST, ST Sport Pack y SV.
El berlina 406 rediseñado se presentó en febrero de 1999, y las mejoras en seguridad, resistencia y velocidad resultaron en un mejor rendimiento en Euro NCAP. Mientras que el antiguo 406 obtuvo una estrella y una estrella eliminada, los modelos posteriores a la rediseñación obtuvieron tres estrellas.
Se lanzó una nueva serie de motores con la nueva y mejorada familia de motores EW/DW, que ofrecía mayor potencia, par motor y eficiencia de combustible, además de un mayor refinamiento, lo que lo hacía comparativamente silencioso para un diésel. También existía un motor de gasolina de inyección directa, denominado HPi. El antiguo motor de gasolina turbo de 2.0 litros fue reemplazado por el motor de gasolina 2.2 litros sin turbocompresor con VCT. Los motores diésel incorporaron un radiador más estrecho y el intercooler se ubicaba horizontalmente a la izquierda, junto al radiador.
El exterior delantero y trasero incorporó nuevos parachoques y faros. Como todos los modelos coupé, el berlina y el familiar ahora incorporaban llantas de 16 pulgadas en algunos niveles de equipamiento.
El interior también se actualizó para mejorar el confort y el aislamiento acústico. El equipamiento actualizado incluía climatizador digital automatizado en la mayoría de los modelos, excepto el más básico, y una pantalla multifunción para mensajes de advertencia, ordenador de a bordo, radio y temperatura exterior. El retrovisor con oscurecimiento automático también era una novedad.
A mediados de 2001, el 406 recibió una importante actualización con la implementación de la furgoneta VAN desarrollada por PSA y Renault, que se reconoce por las palancas de dirección de nueva generación, que integraban la radio y el control de crucero en un solo módulo. Con esta actualización también apareció un nuevo motor diésel: el 2.2HDi de 16 válvulas con DPF.

El modelo Executive, el más alto de la gama, incluía un sistema de sonido JBL de diez altavoces, asientos de cuero con ajuste eléctrico y calefacción, y memoria de posición para los asientos y retrovisores eléctricos.

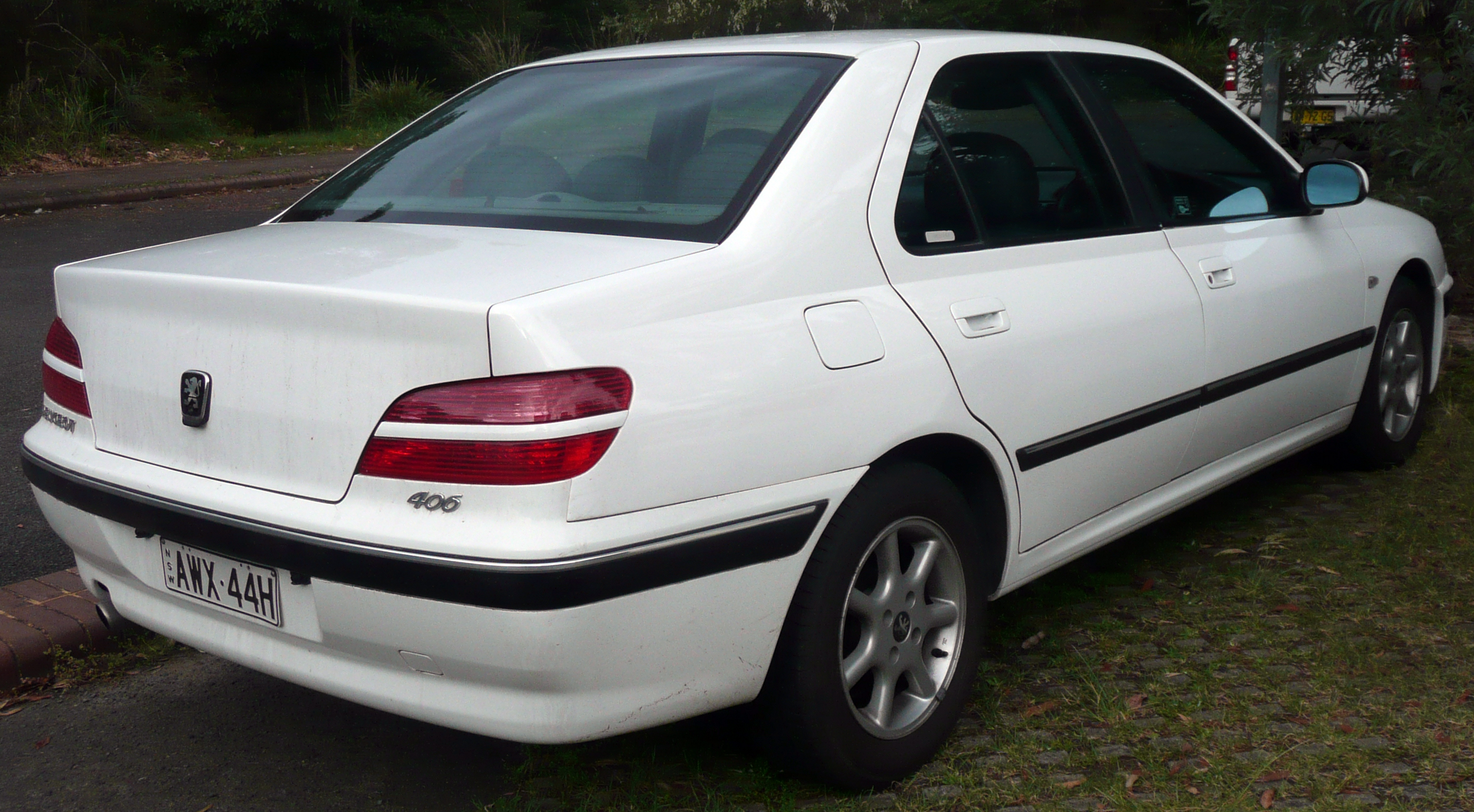
Peugeot 406 Sedán fase II
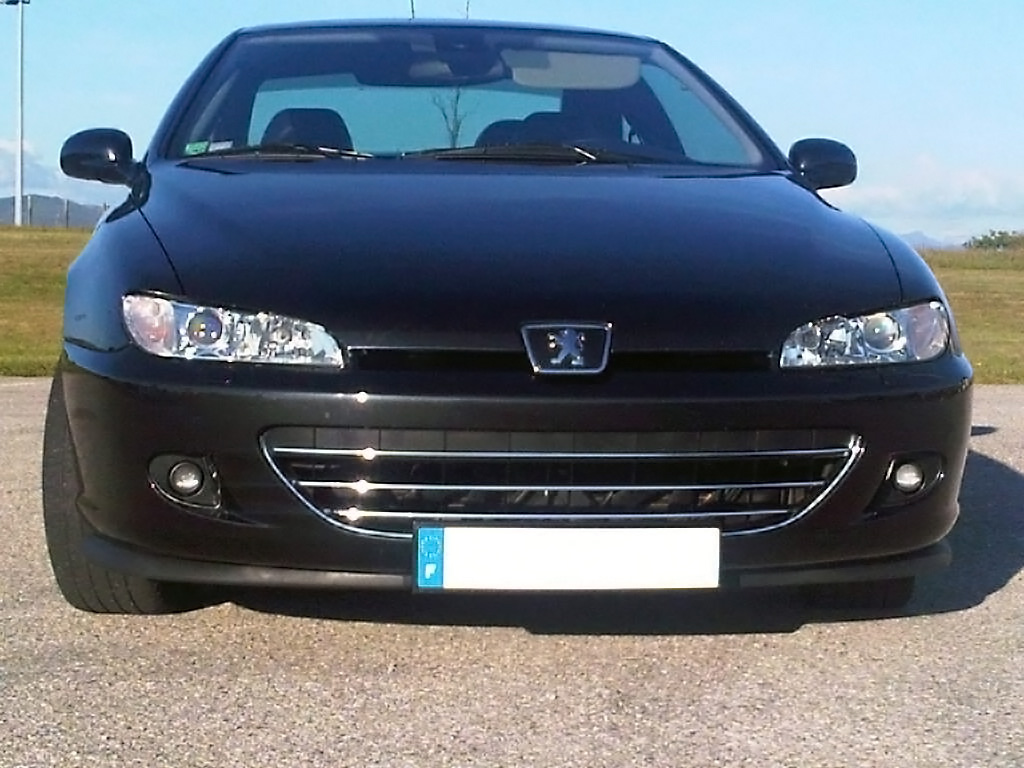
Peugeot 406 Coupe segunda fase.

Equipamiento
Los niveles de equipamiento iniciales incluían SR, ST y el tope de gama SV, con diversas opciones. El 406 contaba con numerosas opciones avanzadas, como asientos eléctricos con memoria, sensor de lluvia, control electrónico de suspensión variable, dirección asistida sensible a la velocidad y limpiaparabrisas trasero en la berlina.
También estaba disponible un kit de carrocería de fábrica.
Suspensión
La suspensión delantera es una suspensión MacPherson invertida. Para la suspensión trasera, Peugeot desarrolló un sistema multibrazo completamente nuevo y exclusivo, denominado RS10. Consta de tres brazos de control transversales y un brazo longitudinal.
Una de las características especiales del RS10 era que podía generar una convergencia más negativa en la rueda exterior para mayor estabilidad en curvas y una caída más negativa para mayor estabilidad cuando la parte trasera se eleva en frenadas de emergencia.
Motorizaciones
El coche estaba disponible con una gama de motores de gasolina: 1.6 8V, 1.8 16V y 2.0 16V, 2.0 8V turbo y 3.0 (2946 cc) V6 24V.
En diésel, había tres motores: 1.9 8V turbodiésel, 2.1 12V turbodiésel y 2.0HDi 8V.

## Coupé
El coupé de dos puertas, presentado en el Salón del Automóvil de París de 1996, fue diseñado y fabricado por el estudio de diseño italiano Pininfarina, con opciones de motor de cuatro cilindros de 2.0 L o V6 de 3.0 L, y a mediados de 2001, con motor diésel HDi de 2.2 L. Se fabricaron un total de 107.633 coupés.
El coupé tiene la misma plataforma y suspensión que la berlina y el familiar, pero con algunas mejoras para mejorar la maniobrabilidad. Todos los modelos contaban con un ancho de vía de 16 mm, gracias a llantas específicas para coupé, y 36 mm adicionales en la parte trasera, gracias a un eje y un brazo de control inferior diferentes. La altura de la carrocería se redujo 16 mm. El V6 también incorporó un refuerzo de puntal delantero de 26 mm y frenos delanteros con pinzas Brembo de 4 pistones de 305 mm.

El interior tenía el mismo salpicadero, consola central y volante que la berlina y el familiar. Todos los modelos contaban con un panel de instrumentos de cinco indicadores con aros cromados.

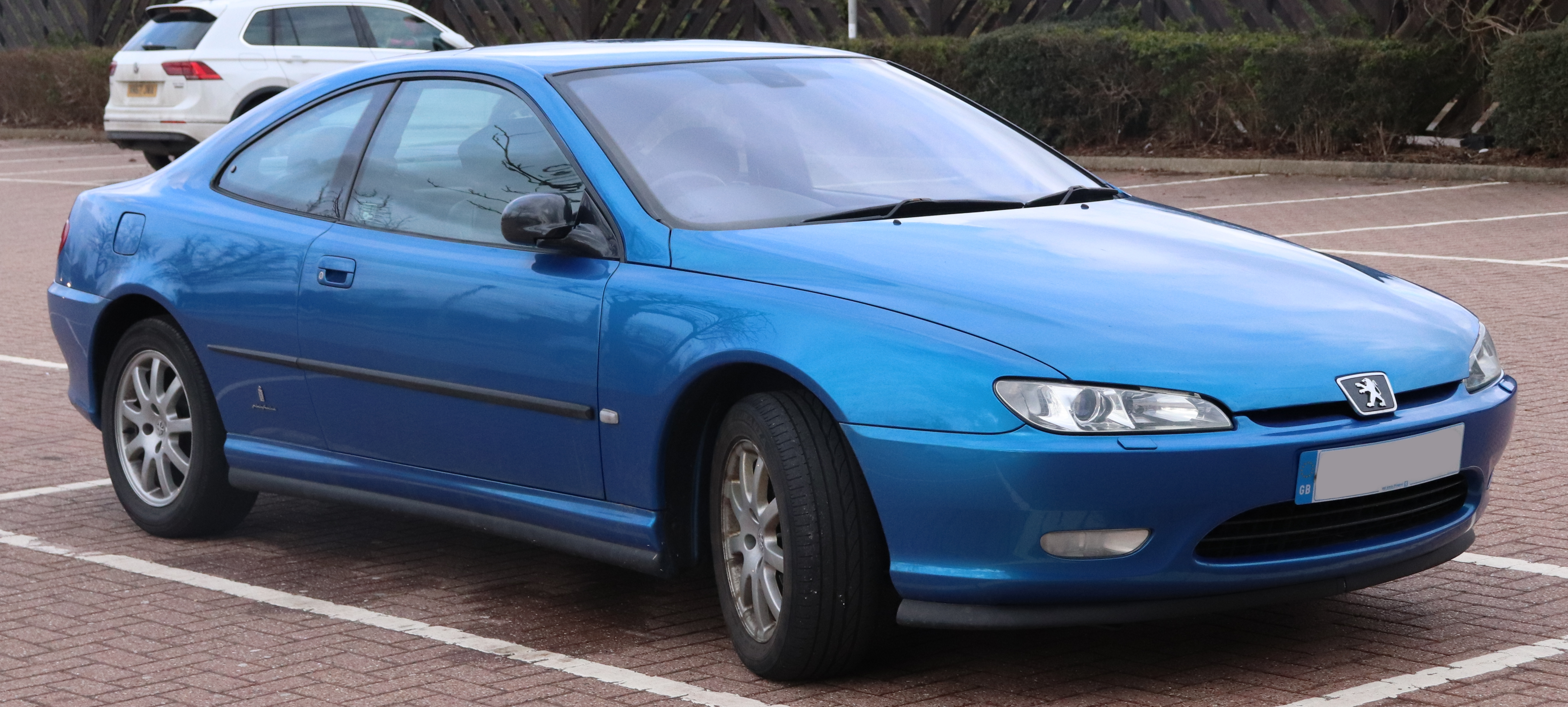
Peugeot 406 Coupé
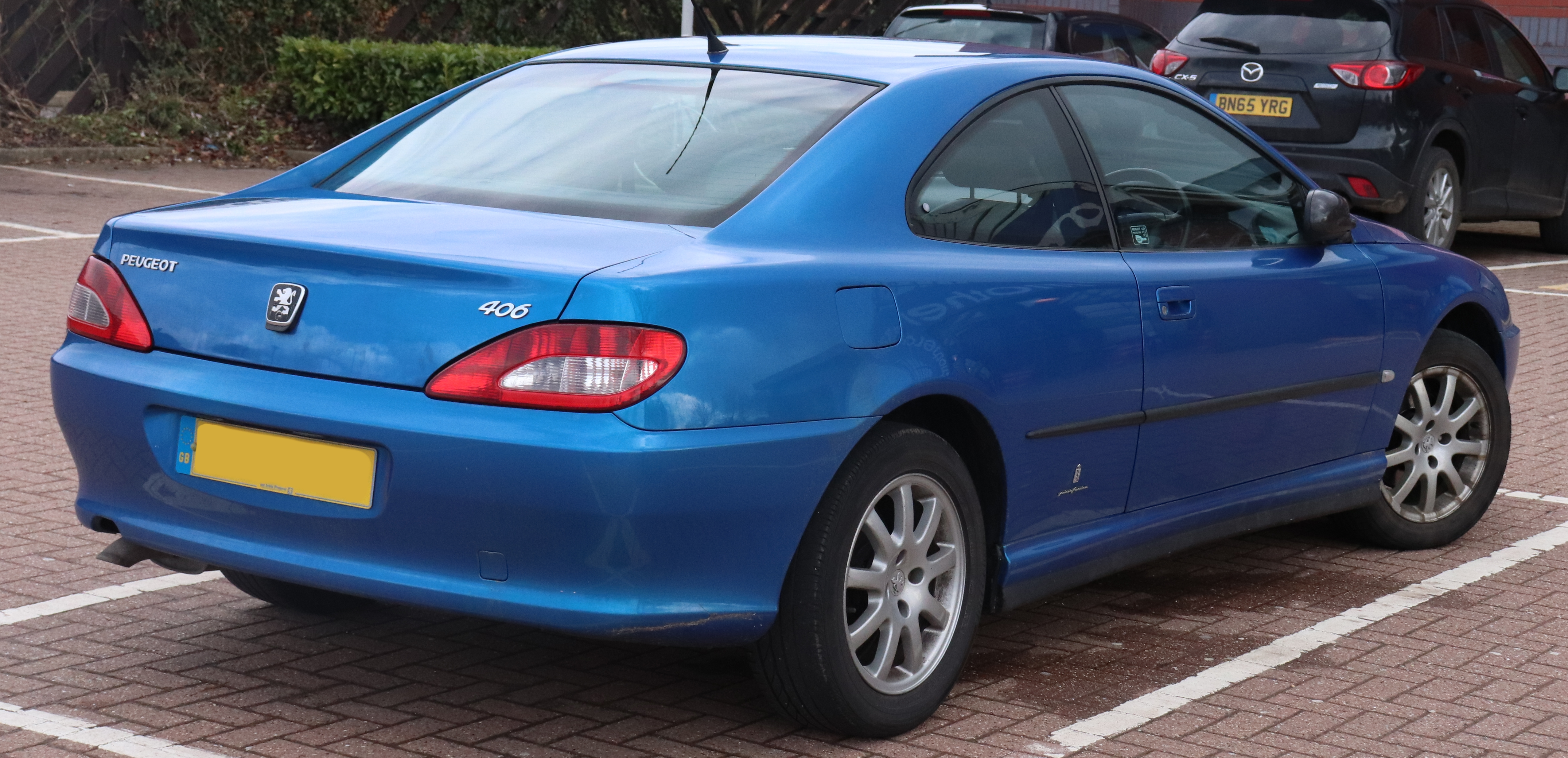
Peugeot 406 Coupé
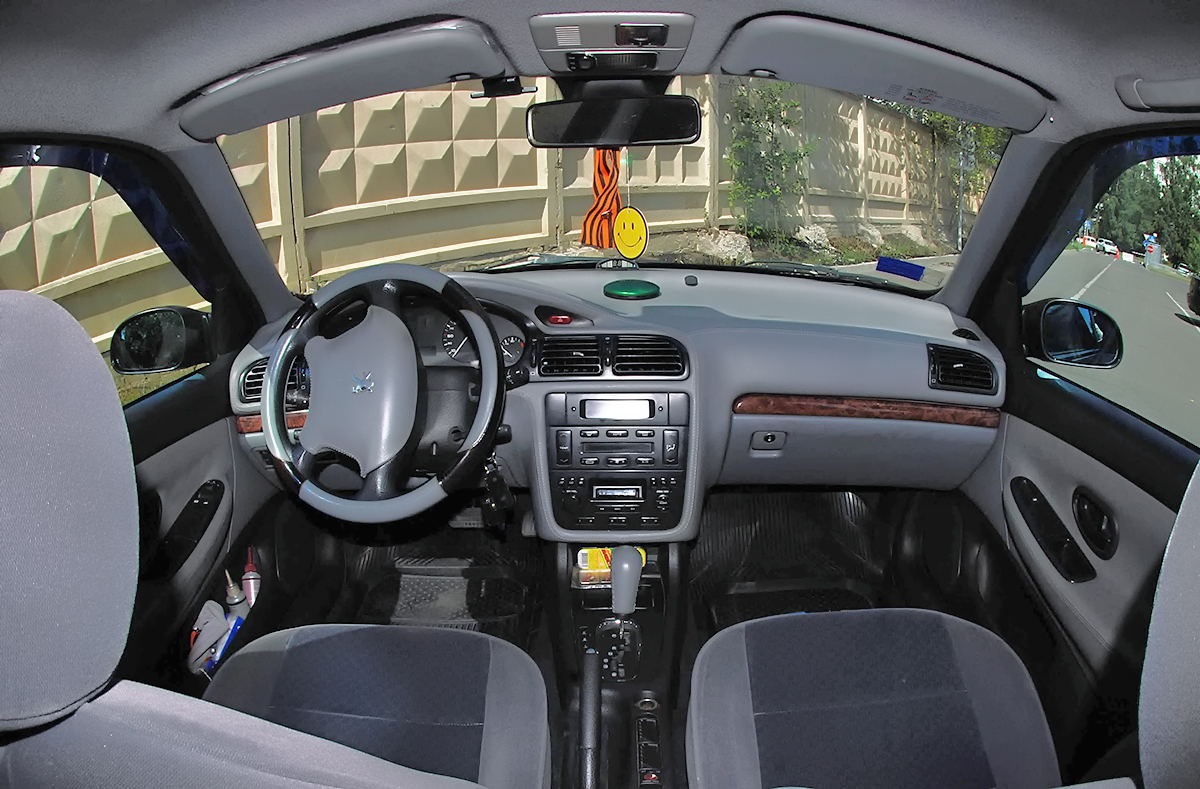
Interior (facelift)

### Fase 2
El exterior del coupé se mantuvo prácticamente sin cambios. La primera actualización fue la de los intermitentes laterales, y posteriormente se añadieron nuevas llantas y un nuevo parachoques delantero.
El interior se actualizó de la misma manera que en la berlina y el familiar, con un salpicadero, un panel de instrumentos y colores actualizados.
Las actualizaciones técnicas también se incorporaron en la berlina/familiar. Sin embargo, la gama de motores se amplió a cuatro con la incorporación del 2.2 de gasolina y el 2.2 HDi, este último con frenos delanteros Brembo.

## Versiones
Desde el lanzamiento se ofrecieron cuatro niveles de equipamiento: SL, SR, Van Veelde, SR Pack, ST y SV. En el año 2000 apareció la versión ST Sport Pack, con motores desde 1,8 a 2,2 L y una presentación deportiva (llantas de 16", cuero, etc), luego en 2002 apareció la versión "Navtech OnBoard" con navegador GPS de serie. También hubo otras versiones tales como la Roland Garros, en referencia al citado Open de tenis.
En el año 2000, la gama 406 fue completamente reorganizada, estando disponible en dos grupos:
- Acabado deportivo: SR Pack y ST Sport Pack.
- Acabado confort: Confort y Confort Pack plus.

Para el Coupé.
- 3.0 V6 COUPE SETTANT ANNI. Año: 2001 especial para Francia
- Pack última edizione los últimos 3000. Año: 2005

## Seguridad
El Peugeot 406 disponía de un airbag de serie para el conductor, con el de pasajero delantero de serie u opcional, según versiones. También un sistema de frenos ABS estaba disponible, y contaba con una estructura reforzada frente a impactos laterales.
El organismo EuroNCAP analizó la seguridad pasiva del modelo durante el año 1997. Obtuvo unos resultados bastante mejorables, debido a una gran deformación de la estructura principal y a la invasión de los pedales y el volante. Tampoco los resultados obtenidos en la prueba lateral fueron lo suficientemente buenos como para superar las dos estrellas.
Para la Fase II, el modelo recibió refuerzos estructurales. Se soldó más acero de alta resistencia a los marcos principales, y además, como elemento adicional de protección, aparecieron los airbags laterales, del tipo tórax-cabeza.
La siguiente prueba de colisión llevada a cabo por el  mismo organismo, dejó entrever las mejoras realizadas. Durante la prueba frontal, una menor deformación, y unos sistemas de retención mejorados, significaron resultados bastante aceptables. Y, durante la prueba de impacto lateral, los airbags recién incorporados, protegieron al muñeco de daños graves. Esto significó la consecución de la puntuación general de tres estrellas.

## Motorizaciones
| Periodo                        | 1995-1997             | 1997-2000             | 1995-2000             | 2000-2004             | 1995-1999             | 1999-2000             | 2000-2004              | 2001-2003                 | 1996-1998                 | 2001-2003              | 1997-1999                   | 1999-2003              |                       |                       |                       |
| Identificación del motor       | XU5 M3/Z (BFZ)        | XU7 JB (LFX)          | XU7 JP4 (LFY)         | EW7 J4 (6FZ)          | XU10 J4R (RFV)        | EW10 J4 (RFR)         | EW10 J4 (RFN)          | EW10 D (RLZ)              | XU10 J2TE (RGX)           | EW12 J4 (3FZ)          | ES9 J4 (XFZ)                | ES9 J4S (XFX)          |                       |                       |                       |
| Tipo de motor                  | L4 8v                 | L4 8v                 | L4 16v                | L4 16v                | L4 16v                | L4 16v                | L4 16v                 | L4 16v, inyección directa | L4 8v, turbo, intercooler | L4 16v                 | V6 24v                      | V6 24v                 |                       |                       |                       |
| Diámetro x carrera             | 83.0 mm × 73.0 mm     | 83.0 mm × 81.4 mm     | 83.0 mm × 81.4 mm     | 82.7 mm × 81.4 mm     | 86.0 mm × 86.0 mm     | 85.0 mm × 88.0 mm     | 85.0 mm × 88.0 mm      | 85.0 mm × 88.0 mm         | 86.0 mm × 86.0 mm         | 86.0 mm × 96.0 mm      | 87.0 mm × 82.6 mm           | 87.0 mm × 82.6 mm      |                       |                       |                       |
| Cilindrada                     | 1580 cm³              | 1761 cm³              | 1761 cm³              | 1749 cm³              | 1998 cm³              | 1997 cm³              | 1997 cm³               | 1997 cm³                  | 1998 cm³                  | 2231 cm³               | 2946 cm³                    | 2946 cm³               |                       |                       |                       |
| Relación de compresión         | 8.9: 1                | 9.25: 1               | 10.4: 1               | 10.8: 1               | 10.4: 1               | 10.8: 1               | 10.8: 1                | 11.4: 1                   | 8.5: 1                    | 10.8: 1                | 10.5: 1                     | 10.9: 1                |                       |                       |                       |
| Potencia máxima: CV (kW) @ rpm | 88 CV (65 kW) @ 6000  | 90 CV (66 kW) @ 5000  | 110 CV (81 kW) @ 5500 | 115 CV (85 kW) @ 5500 | 132 CV (97 kW) @ 5500 | 135 CV (99 kW) @ 6000 | 136 CV (100 kW) @ 6000 | 140 CV (103 kW) @ 6000    | 150 CV (108 kW) @ 5300    | 158 CV (116 kW) @ 5650 | 190 CV (142 kW) @ 5500-5750 | 207 CV (152 kW) @ 6000 |                       |                       |                       |
| Par máximo: Nm @ rpm           | 128 Nm @ 3000         | 150 Nm @ 2600         | 158 Nm @ 4250         | 160 Nm @ 4000         | 180 Nm @ 4200         | 190 Nm @ 4100         | 190 Nm @ 4100          | 192 Nm @ 4000             | 240 Nm @ 2500             | 217 Nm @ 3900          | 267 Nm @ 4000               | 285 Nm @ 3750          |                       |                       |                       |
| Tracción                       | Delantera             | Delantera             | Delantera             | Delantera             | Delantera             | Delantera             | Delantera              | Delantera                 | Delantera                 | Delantera              | Delantera                   | Delantera              | Delantera             | Delantera             | Delantera             |
| Transmisión                    | Manual, 5 velocidades | Manual, 5 velocidades | Manual, 5 velocidades | Manual, 5 velocidades | Manual, 5 velocidades | Manual, 5 velocidades | Manual, 5 velocidades  | Manual, 5 velocidades     | Manual, 5 velocidades     | Manual, 5 velocidades  | Manual, 5 velocidades       | Manual, 5 velocidades  | Manual, 5 velocidades | Manual, 5 velocidades | Manual, 5 velocidades |
| Peso                           | 1260 kg               | 1280 kg               | 1275 kg               | 1315 kg               | 1320 kg               | 1350 kg               | 1350 kg                | 1340 kg                   | 1335 kg                   | 1370 kg                | 1450 kg                     | 1455 kg                |                       |                       |                       |
| Aceleración 0–100 km/h         | 15.3 s                | 14.6 s                | 12.4 s                | 11.3 s                | 10.4 s                | 11.5 s                | 11.5 s                 | 9.9 s                     | 10.3 s                    | 9.4 s                  | 7.9 s                       | 8.0 s                  |                       |                       |                       |
| Velocidad máxima               | 175 km/h              | 180 km/h              | 194 km/h              | 197 km/h              | 202 km/h              | 208 km/h              | 208 km/h               | 210 km/h                  | 210 km/h                  | 214 km/h               | 235 km/h                    | 240 km/h               |                       |                       |                       |
| Consumo combinado (L/100 km)   | 8.5                   | 8.4                   | 7.5                   | 7.7                   | 8.4                   | 8.4                   | 8.4                    | 7.6                       | 9.8                       | 8.7                    | 9.0                         | 9.7                    |                       |                       |                       |

| Periodo                        | 1996-1998             | 1996-1999                 | 1999-2003                                    | 1999-2001                                                 | 2001-2004                                                 | 1996-1999                  | 2001-2004                                                  |
| Identificación del motor       | XUD9 SD (DHW)         | XUD9 TE/Y (DHY)           | DW10 TD (RHY)                                | DW10 ATED (RHZ)                                           | DW10 ATED (RHS)                                           | XUD11 BTE (P8C)            | DW12 ATED4 (4HX/4HZ)                                       |
| Tipo de motor                  | L4 8v, turbo          | L4 8v, turbo, intercooler | L4 8v, inyección directa, common-rail, turbo | L4 8v, inyección directa, common-rail, turbo, intercooler | L4 8v, inyección directa, common-rail, turbo, intercooler | L4 12v, turbo, intercooler | L4 16v, inyección directa, common-rail, turbo, intercooler |
| Diámetro x carrera             | 83.0 mm × 88.0 mm     | 83.0 mm × 88.0 mm         | 85.0 mm × 88.0 mm                            | 85.0 mm × 88.0 mm                                         | 85.0 mm × 88.0 mm                                         | 85.0 mm × 92.0 mm          | 85.0 mm × 96.0 mm                                          |
| Cilindrada                     | 1905 cm³              | 1905 cm³                  | 1997 cm³                                     | 1997 cm³                                                  | 1997 cm³                                                  | 2088 cm³                   | 2179 cm³                                                   |
| Relación de compresión         | 21.8: 1               | 21.8: 1                   | 18.0: 1                                      | 18.0: 1                                                   | 18.0: 1                                                   | 21.5: 1                    | 18.0: 1                                                    |
| Potencia máxima: CV (kW) @ rpm | 75 CV (55 kW) @ 4600  | 92 CV (68 kW) @ 4000      | 90 CV (66 kW) @ 4000                         | 109 CV (80 kW) @ 4000                                     | 107 CV (79 kW) @ 4000                                     | 109 CV (80 kW) @ 4300      | 136 CV (100 kW) @ 4000                                     |
| Par máximo: Nm @ rpm           | 135 Nm @ 2250         | 196 Nm @ 2250             | 205 Nm @ 1900                                | 250 Nm @ 1750                                             | 250 Nm @ 1750                                             | 250 Nm @ 2000              | 310 Nm @ 2000                                              |
| Tracción                       | Delantera             | Delantera                 | Delantera                                    | Delantera                                                 | Delantera                                                 | Delantera                  | Delantera                                                  |
| Transmisión                    | Manual, 5 velocidades | Manual, 5 velocidades     | Manual, 5 velocidades                        | Manual, 5 velocidades                                     | Manual, 5 velocidades                                     | Manual, 5 velocidades      | Manual, 5 velocidades                                      |
| Peso                           | 1300 kg               | 1340 kg                   | 1330 kg                                      | 1410 kg                                                   | 1410 kg                                                   | 1420 kg                    | 1410 kg                                                    |
| Aceleración 0–100 km/h         | 15.0 s                | 14.3 s                    | 14.5 s                                       | 12.5 s                                                    | 12.5 s                                                    | 12.5 s                     | 11.0 s                                                     |
| Velocidad máxima               | 168 km/h              | 177 km/h                  | 180 km/h                                     | 191 km/h                                                  | 191 km/h                                                  | 190 km/h                   | 205 km/h                                                   |
| Consumo combinado (L/100 km)   | 6.5                   | 6.6                       | 5.6                                          | 5.5                                                       | 5.5                                                       | 6.7                        | 6.5                                                        |

## Prototipos
- Peugeot 406 Toscana Concept
- Peugeot 406 Coupé Concept

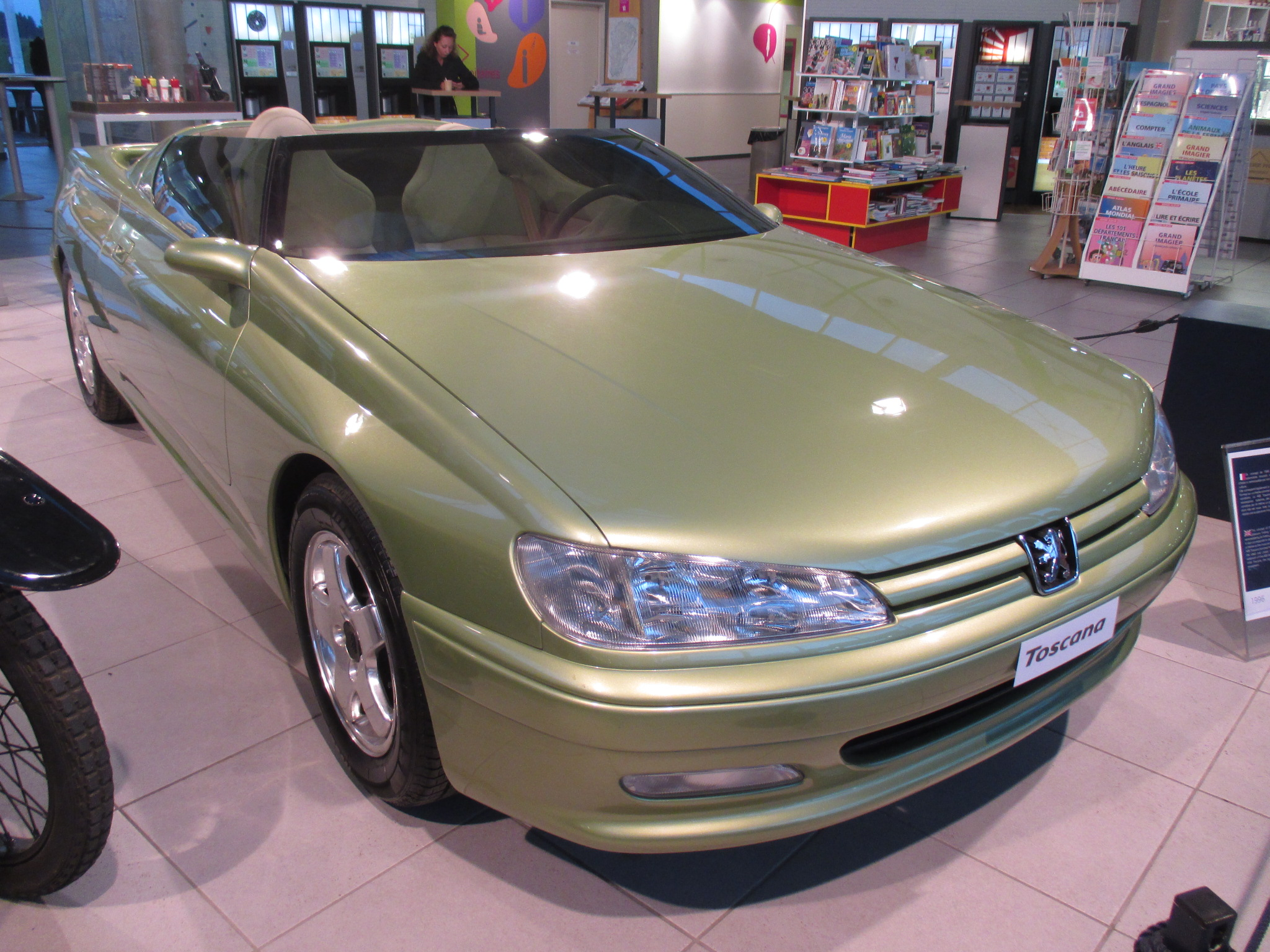
Peugeot 406 Concept Toscana
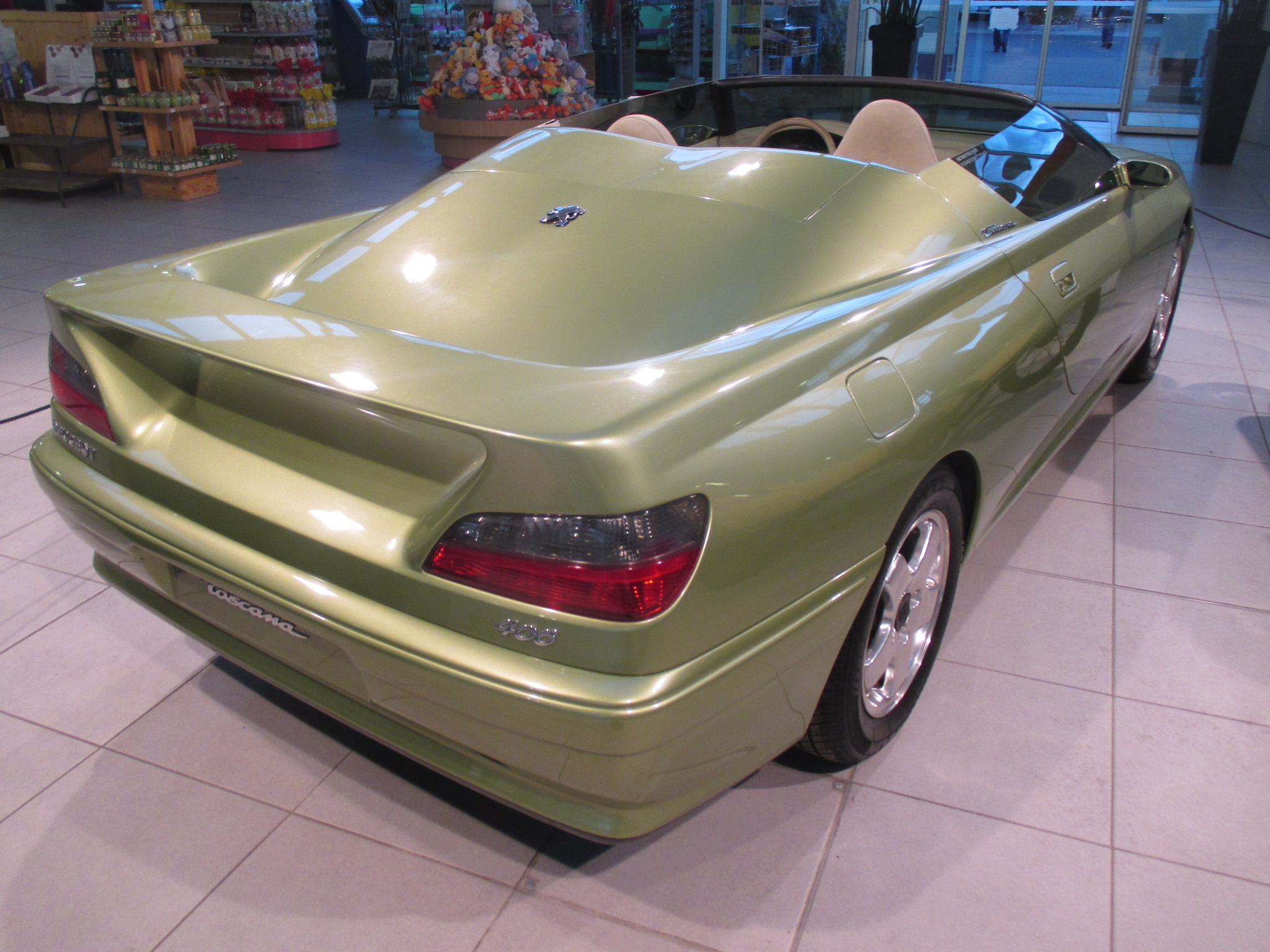
Peugeot 406 Concept Toscana vista posterior

## Premios
El 406 fue galardonado con el premio al Coche del Año de What Car? en 1997, así como con el premio al Remolque del Año del Caravan Club en 1997 y 2001. También fue galardonado con el premio Semperit al Coche Irlandés del Año en 1997; sin embargo, perdió por un estrecho margen de 15 puntos en el premio al Coche del Año en Europa 1996 frente al Fiat Bravo/Brava.

## Competición

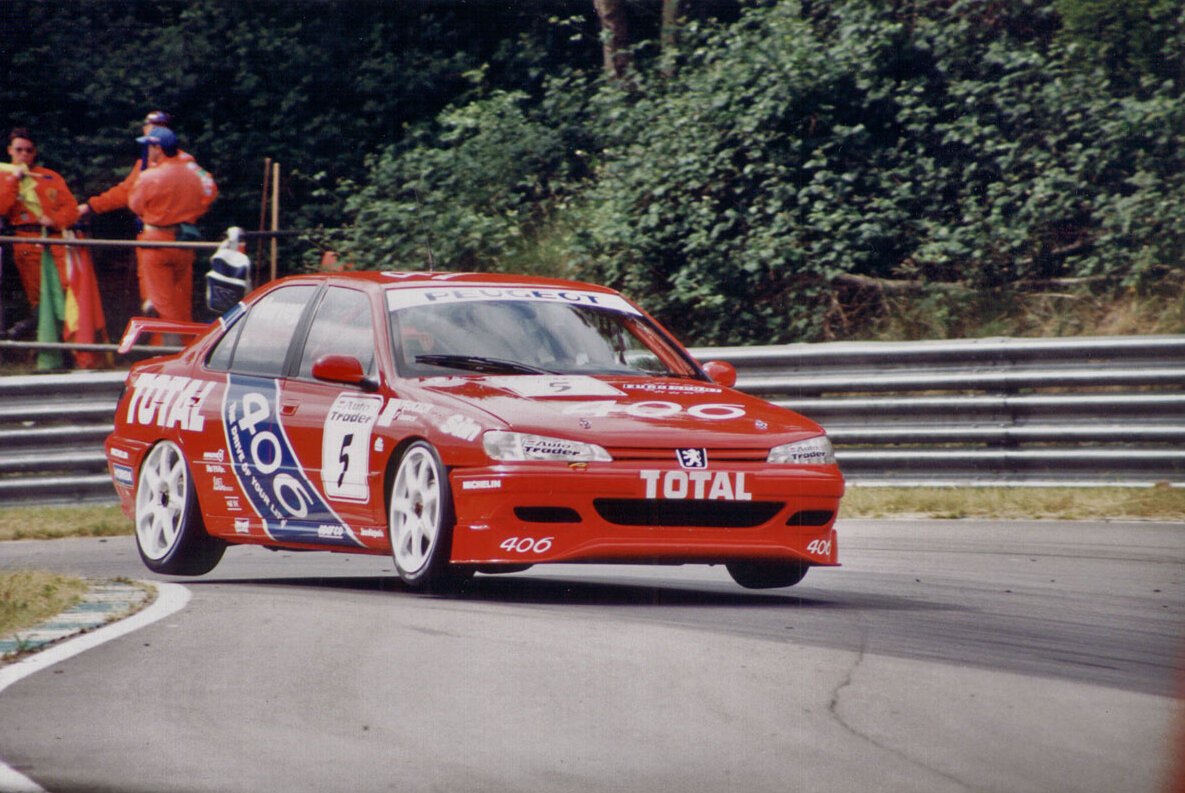
Peugeot 406 del BTCC construido según la normativa Super Touring.

Laurent Aïello ganó la ADAC Deutsche Super Touren Wagen-Cup de 1997 al volante de un Peugeot 406 para Peugeot Esso. El 406 también participó en el Campeonato Británico de Turismos entre 1996 y 2004.